# MTV Video Music Awards 2001
Die MTV Video Music Awards 2001 fanden am 6. September 2001 im Metropolitan Opera House (Lincoln Center) in New York City statt. Moderator war Jamie Foxx.
Höhepunkte der Show war der Auftritt von Michael Jackson zusammen mit *NSYNC sowie der Auftritt der Sängerin Britney Spears, die ihren Hit I’m a Slave 4 U sang, mit einer lebenden Schlange. Des Weiteren gedachten Missy Elliott, Timberland und Janet Jackson in einer Ansprache der kurz zuvor verstorbenen Soulsängerin Aaliyah.
Gewinner der Abends war Fatboy Slim mit insgesamt sechs Moonman für sein Video Weapon of Choice, in dem der Schauspieler Christopher Walken tanzte. *NSYNC gewannen für ihr Video Pop insgesamt fünf Moonman.

## Musik-Auftritte und Präsentatoren

### Pre-show
- Alien Ant Farm – Smooth Criminal
- City High (featuring Eve) – What Would You Do?/Caramel

### Main show
- Jennifer Lopez (featuring Ja Rule) – Love Don’t Cost a Thing/I'm Real (Murder Remix)
- Linkin Park and The X-Ecutioners – One Step Closer
- Alicia Keys – Für Elise/Fallin’
- *NSYNC (featuring Michael Jackson) – Pop
- Daphne Aguilera – Naughty Baby Did a No-No (joke performance)
- Jay-Z – Izzo (H.O.V.A.)
- Staind – Fade
- Missy Elliott (featuring Nelly Furtado, Ludacris and Trina) – One Minute Man/Get Ur Freak On (remix)
- U2 – Elevation/Stuck in a Moment You Can't Get Out Of
- Britney Spears – I’m a Slave 4 U

Präsentatoren
- Christina Aguilera
- Backstreet Boys
- Milton Berle
- Mary J. Blige
- Britney Spears
- Jon Bon Jovi
- Busta Rhymes
- Nikka Costa
- Carson Daly
- Destiny’s Child
- Sheryl Crow
- Daft Punk
- Andy Dick
- DMX
- Dream
- Dale Earnhardt Jr.
- Eve
- Will Ferrell
- Ginuwine
- Macy Gray
- Rashad Haughton
- Janet Jackson
- Mick Jagger
- Jewel
- Spike Jonze
- Chris Kattan
- Kid Rock
- Johnny Knoxville
- Ananda Lewis
- Lil’ Kim
- Moby
- Mandy Moore
- Mudvayne
- Mýa
- Nelly
- OutKast
- P. Diddy
- Pink
- Dee Dee Ramone
- Johnny Ramone
- Marky Ramone
- Shakira
- Jessica Simpson
- Will Smith
- Snoop Dogg
- Julia Stiles
- Ben Stiller
- Gwen Stefani
- Tenacious D
- Timbaland
- Triumph the Insult Comic Dog
- Usher
- Mark Wahlberg
- Christopher Walken
- Estella Warren
- Michael Jackson

## Gewinner und Nominierte

### Video of the Year
- Christina Aguilera, Lil’ Kim, Mýa and Pink – Lady Marmalade
- nominiert waren außerdem
  - Missy Elliott – Get Ur Freak On
  - Eminem (featuring Dido) – Stan
  - Fatboy Slim – Weapon of Choice
  - Janet Jackson – All for You
  - U2 – Beautiful Day

### Best Male Video
- Moby (featuring Gwen Stefani) – South Side
- nominiert waren außerdem
  - Eminem (featuring Dido) – Stan
  - Lenny Kravitz – Again
  - Nelly – Ride wit Me
  - Robbie Williams – Rock DJ

### Best Female Video
- Eve (featuring Gwen Stefani) – Let Me Blow Ya Mind
- nominiert waren außerdem
  - Dido – Thank You
  - Missy Elliott – Get Ur Freak On
  - Janet Jackson – All for You
  - Jennifer Lopez – Love Don’t Cost a Thing
  - Madonna – Don’t Tell Me

### Best Group Video
- *NSYNC – Pop
- nominiert waren außerdem
  - Dave Matthews Band – I Did It
  - Destiny’s Child – Survivor
  - Incubus – Drive
  - U2 – Elevation (Tomb Raider Remix)

### Best New Artist
- Alicia Keys – Fallin’
- nominiert waren außerdem
  - Coldplay – Yellow
  - Nikka Costa – Like a Feather
  - David Gray – Babylon
  - Sum 41 – Fat Lip

### Best Pop Video
- *NSYNC – Pop
- nominiert waren außerdem
  - Christina Aguilera, Lil’ Kim, Mýa and Pink – Lady Marmalade
  - Backstreet Boys – The Call
  - Destiny’s Child – Survivor
  - Britney Spears – Stronger

### Best Rock Video
- Limp Bizkit – Rollin’ (Air Raid Vehicle)
- nominiert waren außerdem
  - Aerosmith – Jaded
  - Linkin Park – Crawling
  - Staind – It's Been Awhile
  - Weezer – Hash Pipe

### Best R&B Video
- Destiny’s Child – Survivor
- nominiert waren außerdem
  - 112 – Peaches & Cream
  - Sunshine Anderson – Heard It All Before
  - R. Kelly – I Wish
  - Jill Scott – Gettin’ in the Way

### Best Rap Video
- Nelly – Ride wit Me
- nominiert waren außerdem
  - Eminem (featuring Dido) – Stan
  - Ja Rule (featuring Lil’ Mo and Vita) – Put It on Me
  - Jay-Z – I Just Wanna Love U (Give It 2 Me)
  - Snoop Dogg (featuring Master P, Nate Dogg, Butch Cassidy and Tha Eastsidaz) – Lay Low

### Best Hip-Hop Video
- OutKast – Ms. Jackson
- nominiert waren außerdem
  - The Black Eyed Peas (featuring Macy Gray) – Request + Line
  - City High – What Would You Do?
  - Missy Elliott – Get Ur Freak On
  - Eve (featuring Gwen Stefani) – Let Me Blow Ya Mind

### Best Dance Video
- *NSYNC – Pop
- nominiert waren außerdem
  - Christina Aguilera, Lil’ Kim, Mýa and Pink – Lady Marmalade
  - Fatboy Slim – Weapon of Choice
  - Janet Jackson – All for You
  - Jennifer Lopez – Love Don’t Cost a Thing

### Best Video From a Film
- Christina Aguilera, Lil’ Kim, Mýa and Pink – Lady Marmalade (from Moulin Rouge!)
- nominiert waren außerdem
  - Destiny’s Child – Independent Women Part I (from 3 Engel für Charlie)
  - DMX – No Sunshine (from Exit Wounds)
  - K-Ci & JoJo – Crazy (from Save the Last Dance)
  - U2 – Elevation (Tomb Raider Mix) (from Lara Croft: Tomb Raider)

### Breakthrough Video
- Fatboy Slim – Weapon of Choice
- nominiert waren außerdem
  - Common (featuring Macy Gray) – Geto Heaven (remix)
  - Gorillaz – Clint Eastwood
  - *NSYNC – Pop
  - R.E.M. – Imitation of Life
  - Robbie Williams – Rock DJ

### Best Direction in a Video
- Fatboy Slim – Weapon of Choice (Directors: Spike Jonze)
- nominiert waren außerdem
  - Eminem (featuring Dido) – Stan (Directors: Dr. Dre and Phillip Atwell)
  - Linkin Park – Crawling (Directors: Brothers Strause)
  - OutKast – Ms. Jackson (Director: F. Gary Gray)
  - R.E.M. – Imitation of Life (Director: Garth Jennings)

### Best Choreography in a Video
- Fatboy Slim – Weapon of Choice (Choreographers: Michael Rooney, Spike Jonze and Christopher Walken)
- nominiert waren außerdem
  - Christina Aguilera, Lil’ Kim, Mýa and Pink – Lady Marmalade (Choreographer: Tina Landon)
  - Janet Jackson – All for You (Choreographers: Shawnette Heard, Marty Kudelka and Roger Lee)
  - Madonna – Don’t Tell Me (Choreographer: Jamie King)

### Best Special Effects in a Video
- Robbie Williams – Rock DJ (Special Effects: Carter White FX, Audio Motion and Clear Post Production)
- nominiert waren außerdem
  - Missy Elliott – Get Ur Freak On (Special Effects: Glenn Bennett)
  - Fatboy Slim – Weapon of Choice (Special Effects: Ben Gibbs)
  - U2 – Elevation (Tomb Raider Mix) (Special Effects: Pixel Envy and Chris Watts)

### Best Art Direction in a Video
- Fatboy Slim – Weapon of Choice (Art Director: Val Wilt)
- nominiert waren außerdem
  - Aerosmith – Jaded (Art Director: Laura Fox)
  - Christina Aguilera, Lil’ Kim, Mýa and Pink – Lady Marmalade (Art Director: Bernadette Dus)
  - Gorillaz – Clint Eastwood (Art Directors: Pete Candeland and Jamie Hewlett)

### Best Editing in a Video
- Fatboy Slim – Weapon of Choice (Editor: Eric Zumbrunnen)
- nominiert waren außerdem
  - Missy Elliott – Get Ur Freak On (Editor: Scott Richter)
  - *NSYNC – Pop (Editor: Chrome)
  - U2 – Elevation (Tomb Raider Mix) (Editor: Joseph Kahn)

### Best Cinematography in a Video
- Fatboy Slim – Weapon of Choice (Director of Photography: Lance Acord)
- nominiert waren außerdem
  - Aerosmith – Jaded (Director of Photography: Thomas Kloss)
  - Missy Elliott – Get Ur Freak On (Director of Photography: James Hawkinson)
  - Eminem (featuring Dido) – Stan (Director of Photography: Dariusz Wolski)

### MTV2 Award
- Mudvayne – Dig
- nominiert waren außerdem
  - Craig David – Fill Me In
  - Gorillaz – Clint Eastwood
  - India.Arie – Video
  - Jurassic 5 – Quality Control
  - Alicia Keys – Fallin’

### Viewer’s Choice
- *NSYNC – Pop
- nominiert waren außerdem
  - Backstreet Boys – The Call
  - Destiny’s Child – Independent Women Part I
  - Eve (featuring Gwen Stefani) – Let Me Blow Ya Mind
  - Limp Bizkit – My Way
  - Nelly – Ride wit Me

## Michael Jackson Video Vanguard Award
- U2